# Groß Buchwald
Pour les articles homonymes, voir Buchwald.
Groß Buchwald est une municipalité allemande située dans le land du Schleswig-Holstein et dans l'arrondissement de Rendsburg-Eckernförde. En 2015, sa population est de 338 habitants.